# Jakob Klenovšek
Jakob Klenovšek, slovenski politik in električar, * 11. julij 1888, Trbovlje, † 2. junij 1955, Trbovlje

## Življenje
Izučil se je ključavničarja, kmalu pa je tudi odprl elektrotehnično podjetje. Od leta 1934 je kot obratovodja vodil zadružno elektrarno. Julija istega leta je postal župan Občine Trbovlje in funkcijo opravljal do aprila 1941. Dolgo časa je deloval tudi kot predsednik Delavskega doma Trbovlje. Trboveljčani so mu priredili veličasten pogreb.